# Stawy w Żabieńcu
Stawy w Żabieńcu este o arie protejată (sit de importanță comunitară — SCI) din Polonia întinsă pe o suprafață de 105,28 ha, integral pe uscat.

## Localizare
Centrul sitului Stawy w Żabieńcu este situat la coordonatele 52°02′33″N 21°02′13″E / 52.0425°N 21.037°E.

## Înființare
Situl Stawy w Żabieńcu a fost declarat sit de importanță comunitară în octombrie 2009 pentru a proteja 5 specii de animale.

## Biodiversitate
Situată în ecoregiunea continentală, aria protejată conține 2 habitate naturale: Liziere de ierburi înalte hidrofile de câmpie și de nivel montan până la alpin, Păduri aluvionare cu Alnus glutinosa și Fraxinus excelsior (Alno-Padion, Alnion incanae, Salicion albae).
La baza desemnării sitului se află mai multe specii protejate:
- amfibieni (2): buhai de baltă cu burta roșie (Bombina bombina), triton cu creastă (Triturus cristatus)
- mamifere (2): castor (Castor fiber), vidră de râu (Lutra lutra)
- nevertebrate (1): fluturele purpuriu (Lycaena dispar)